# 6,6-Dimethylfulven
6,6-Dimethylfulven ist eine chemische Verbindung aus der Gruppe der Fulvene, welche erstmals 1900 von Johannes Thiele beschrieben wurde.

## Synthese und Verwendung
6,6-Dimethylfulven kann durch Reaktion von Cyclopentadien (CpH) mit Aceton sowie Pyrrolidin als Base und Hilfsreagenz gewonnen werden.
Die Verbindung wird für verschiedene Laborsynthesen verwendet.